# Jaime Serrano Rueda
Jaime Serrano Rueda (Zapatoca, Santander, 13 de enero de 1927-Bogotá, 29 de junio de 1991) fue un abogado y político colombiano.
Fue diputado, gobernador y representante a la Cámara de Santander, procurador general de Colombia, registrador nacional de Colombia y magistrado del Consejo Nacional Electoral, desempeño de éste cargo que se vio interrumpido por su muerte a causa de deficiencia en el páncreas.